# Chittaganahalli, Pavagada
Chittaganahalli là một làng thuộc tehsil Pavagada, huyện Tumkur, bang Karnataka, Ấn Độ.